# Panamerikanische Spiele 2019/Leichtathletik – 10.000 m der Männer

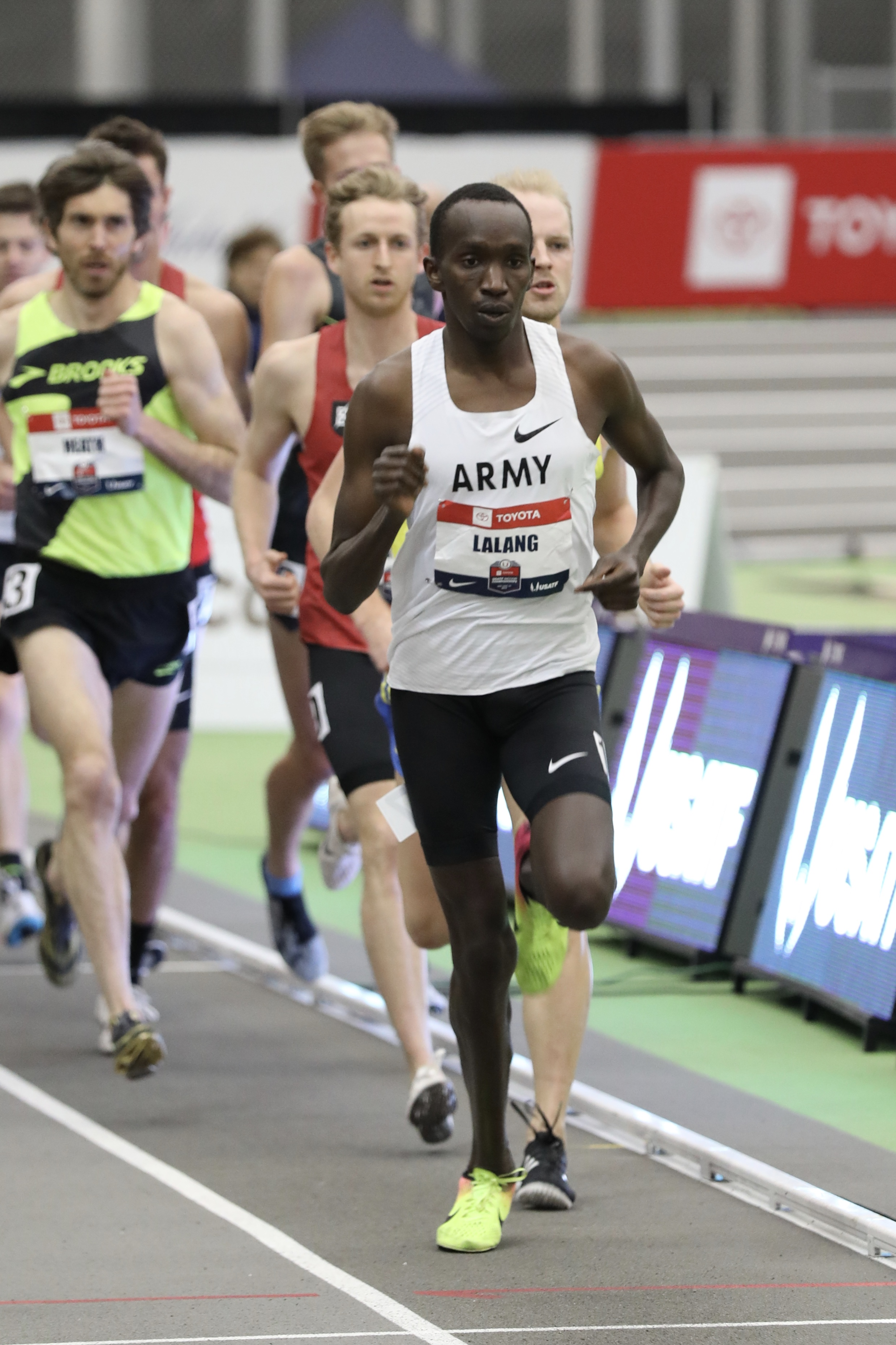
Lawi Lalang (2019) gewann die Bronzemedaille

Der 10.000-Meter-Lauf der Männer bei den Panamerikanischen Spielen 2019 fand am 9. August im Villa Deportiva Nacional in der peruanischen Hauptstadt Lima statt.
11 Läufer aus neun Ländern nahmen an dem Lauf teil. Die Goldmedaille gewann Ederson Pereira nach 28:27,47 min, Silber ging an Reid Buchanan mit 28:28,41 min und die Bronzemedaille gewann Lawi Lalang mit 28:31,75 min.

## Rekorde
Vor dem Wettbewerb galten folgende Rekorde:
| Weltrekord        | Kenenisa Bekele | 26:17,53 min | Brüssel, Belgien                                     | 26. August 2005 |
| Rekord der Spiele | David Galván    | 28:08,74 min | Panamerikanische Spiele in Rio de Janeiro, Brasilien | 27. Juli 2007   |

## Ergebnis
9. August 2019, 16:40 Uhr
| Platz | Athlet                 | Land               | Zeit (min)  |
| ----- | ---------------------- | ------------------ | ----------- |
|       | Ederson Pereira        | Brasilien          | 28:27,47 PB |
|       | Reid Buchanan          | Vereinigte Staaten | 28:28,41    |
|       | Lawi Lalang            | Vereinigte Staaten | 28:31,75    |
| 4     | Vidal Basco            | Bolivien           | 28:34,37 PB |
| 5     | Jhon Cusi              | Peru               | 28:35,41 PB |
| 6     | Rory Linkletter        | Kanada             | 28:38,49    |
| 7     | Iván Darío González    | Kolumbien          | 28:39,15 SB |
| 8     | José Mauricio González | Kolumbien          | 28:48,00 SB |
| 9     | Saby Luna              | Mexiko             | 29:07,18    |
| 10    | Mario Pacay            | Guatemala          | 29:30,83    |
|       | Carlos Díaz            | Chile              | DNF         |
|       | Juan Luis Barrios      | Mexiko             | DNS         |